# Romano I de Kiev
Romano I de Kiev, nascido Romano Rostislaviche (em russo: Роман Ростиславич; romaniz.: Roman Rostislavitch), foi um nobre ruríquida do século XII, filho de Rostislau I. Após o assassinato de Glebo em 20 de janeiro de 1171, assumiu o trono de Quieve em julho como grão-príncipe. Conseguiu reter o poder até 1173, quando a campanha conduzida pelo irmão do morto, André I, o retirou da cidade. Outro irmão deles, Miguel I, foi nomeado como grão-príncipe.